# Alexander Kipnis
Alexander Kipnis (en ucraniano: Олександр Кіпнiс; Zhitómir, Gobernación de Volinia, Imperio ruso, 13 de febrero de 1891 – Westport, Connecticut, Estados Unidos, 14 de mayo de 1978) fue uno de los grandes bajos líricos del siglo XX nacionalizado estadounidense en 1931.

## Biografía
Nació y creció en un ghetto judío, cuando su padre murió a los 12 años trabajó de carpintero y cantando en coros en Besarabia (Moldavia) para mantener a su familia, entró al conservatorio de Varsovia a los 19 años.
Recomendado por su maestra estudió en Berlín con Ernst Grenzebach, el maestro de Lauritz Melchior, Meta Seinemeyer y Max Lorenz.
Al comienzo de la Primera Guerra Mundial fue internado por extranjero en un campo de prisioneros donde fue escuchado por un capitán cuyo hermano era el administrador de la Opera de Wiesbaden. Fue liberado y, en 1915, debutó en la Opera del Estado de Hamburgo en tres papeles de Die Fledermaus. En 1917, pasó a la ópera de Wiesbaden donde permaneció hasta 1922 cantando más de 300 funciones. En 1922, se incorporó a la Staatsoper de Berlín donde cantó hasta 1935.
En 1923, debutó en América en la Ópera Lírica de Chicago regresando por nueve temporadas consecutivas. Cantó Gurnemanz de Parsifal y otros en el Festival de Bayreuth (1927-33) y el Festival de Salzburgo.
En 1935, abandonó Alemania nazi y apareció en la Wiener Staatsoper entre 1936-38, dejando Europa después del Anschluss para establecerse definitivamente en Estados Unidos donde en 1940 hizo un tardío debut en el Metropolitan Opera.
Fue uno de los artistas favoritos del Covent Garden (1927-1935) y del Teatro Colón en Buenos Aires (1926-1936).
Se retiró del MET en 1946 y definitivamente en 1951 dedicándose a la enseñanza.
Fue muy estimado por los directores Ernest Ansermet, John Barbirolli, Thomas Beecham, Leo Blech, Fritz Busch, Wilhelm Furtwängler, Herbert von Karajan, Josef Krips, Erich Kleiber, Otto Klemperer, Hans Knappertsbusch, Serguéi Kusevitski, Erich Leinsdorf, Mengelberg, Dmitri Mitropoulos, Pierre Monteux, Arthur Nikisch, Eugene Ormandy, Fritz Reiner, Rodziński, Rosbaud, Scherchen, Richard Strauss, George Szell, Arturo Toscanini, Bruno Walter y Weingartner.
Sus grandes papeles fueron Borís Godunov, Sarastro, Gurnemanz, Hunding, Pogner, Hagen, Sparafucile, Rey Marke, Fígaro, Leporello, Don Giovanni, Rocco, Fiesco, Nilakantha, baron Ochs, conde Waldner y otros.
Su hijo Ígor Kipnis (1930-2002) fue un famoso clavecinista.